# Kenny Marchant
Kenneth "Kenny" Marchant, född 23 februari 1951 i Bonham, Texas, är en amerikansk republikansk politiker. Han representerade delstaten Texas 24:e distrikt i USA:s representanthus 2005–2021.
Marchant utexaminerades 1974 från Southern Nazarene University. Han var borgmästare i Carrollton, Texas 1984-1987.
Marchant blev 2004 invald i USA:s representanthus. Han är gift med Donna Marchant. Paret har fyra barn.